# Nyctemera javana
Nyctemera javana är en fjärilsart som beskrevs av Gottfried Christian Reich 1932. Nyctemera javana ingår i släktet Nyctemera och familjen björnspinnare. Inga underarter finns listade i Catalogue of Life.